# Kleßheim
Kleßheim ist eine Ortslage bei Salzburg, und Ortschaft der Gemeinde Wals-Siezenheim im Bezirk Salzburg-Umgebung. Hier liegt als wichtigste Sehenswürdigkeit auf dem Gebiet der Gemeinde das Schloss Kleßheim, die Ortschaft bildet auch das Landschaftsschutzgebiet Siezenheimer-Au.

## Geographie
Kleßheim liegt am nordwestlichen Stadtrand von Salzburg. Die Häusergruppe umfasst etwa 40 Gebäude mit etwa 50 Einwohnern und erstreckt sich zwischen Rott an der West Autobahn, der Bahnstrecke Rosenheim–Salzburg und der Saalach. Der Gutteil der Ortschaft sind die alten Parkanlagen und Wirtschaftswiesen des Schlosses, und Grünland.
Nachbarortschaften bzw. Stadtteile
| Freilassing (Gem., Lkr. Berchtesgd.Ld., BY, DE) |                                             | Liefering (Stt., Stadt Salzburg) |
|                                                 | Kompassrose, die auf Nachbargemeinden zeigt | Rott                             |
| Siezenheim                                      | Schwarzenbergkaserne                        |                                  |

## Schloss Kleßheim und Ortsgebiet

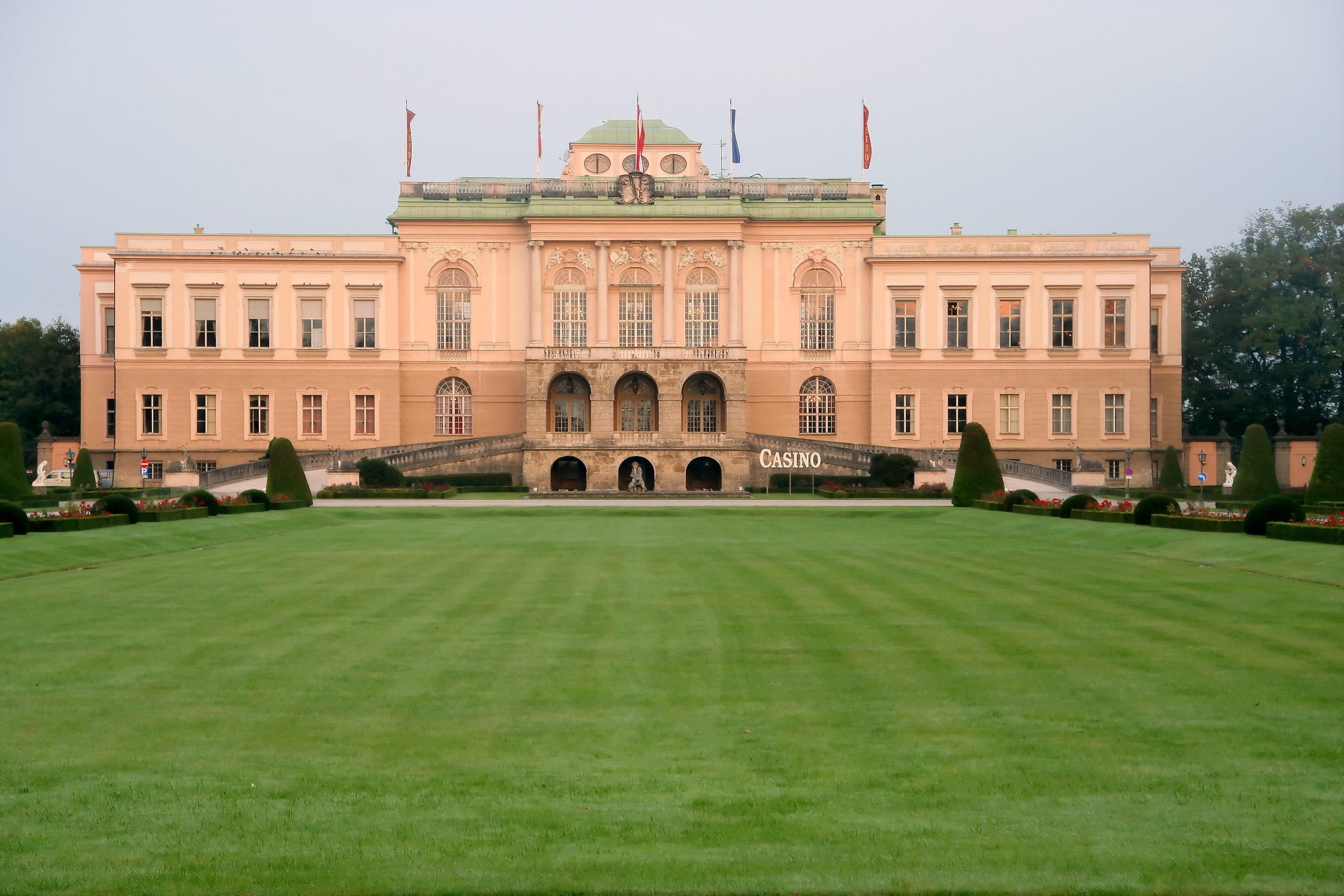
Schloss Kleßheim

Das Schloss Kleßheim wurde ab 1690 im Auftrag von Fürsterzbischof Johann Ernst Graf Thun nach Plänen von Johann Bernhard Fischer von Erlach als fürst-erzbischöflicher Sommersitz samt dem damals stets zugehörigen Ziergarten, dem Wirtschaftsgarten und dem ebenfalls architektonisch gestalteten größeren Fasangarten erbaut. Nach dem Ende des Fürsterzbistums Salzburg kam es in Staatsärar und diente verschiedenen Habsburgern als Wohnsitz. Nach dem Ersten Weltkrieg war es die Elizabeth-Duncan-Schule. In der NS-Zeit diente das Schloss zu Repräsentationszwecken, und am 8. Mai 1945 wurde hier die offizielle Siegesfeier der vier alliierten Siegermächte abgehalten. 1948 gaben es die Amerikaner, in deren Besatzungszone es lag, an das Land Salzburg zurück. Nach dem Krieg diente es als Wohnung für Staatsbesucher.
Im Schloss befindet sich seit 1993 eine Spielbank der Casinos Austria, der historische Schlosspark wurde nach 1955 größerenteils in einen Golfplatz (Golf & Country Club Salzburg) umgestaltet. Das Kavalierhaus wurde in der NS-Zeit als Gästehaus für Besucher des Obersalzberg genutzt. Später diente das Kavalierhaus als Restaurant und Veranstaltungshort. Zwischenzeitlich wurde das Kavalierhaus auch als Jungen- und Mädchen-Internat für die Tourismusfachschule Kleßheim genutzt.
Heute ist der Raum Kleßheim, bis auf die siedlungsstrukturelle Zerschneidung durch die West Autobahn, gänzlich mit der Stadt verwachsen, und das Schlossensemble hat viel von seiner einstigen Ausnahmelage verloren. Seit 1976 ist aber fast das gesamte Ortschaftsgebiet einschließlich Schlossanlagen und Auwaldungen der Saalach sowie einiger angrenzender Gebiete von Siezenheim als Landschaftsschutzgebiet Siezenheimer-Au (LSG 50) ausgewiesen. Dieses umfasst 146,20 Hektar und dient laut Verordnung dem Erhalt „der besonderen landschaftlichen Schönheit (naturnah erscheinende Waldbestände samt Resten einer naturnahen Hartholzau entlang der Salzach, Ensemble des Schlosses Kleßheim)“ und „des Erholungswertes der landwirtschaftlich und kultur-historisch geprägten besonders charakteristischen Kulturlandschaft in Stadtnähe“.
Heute gehört dieser Raum auch zum Geschützten Grüngürtel nach Raumentwicklungskonzept für den Salzburger Ballungsraum (REK). Schloss und Park stehen zusätzlich als Bau- und Gartendenkmal unter Denkmalschutz.

## Verkehr und Infrastruktur

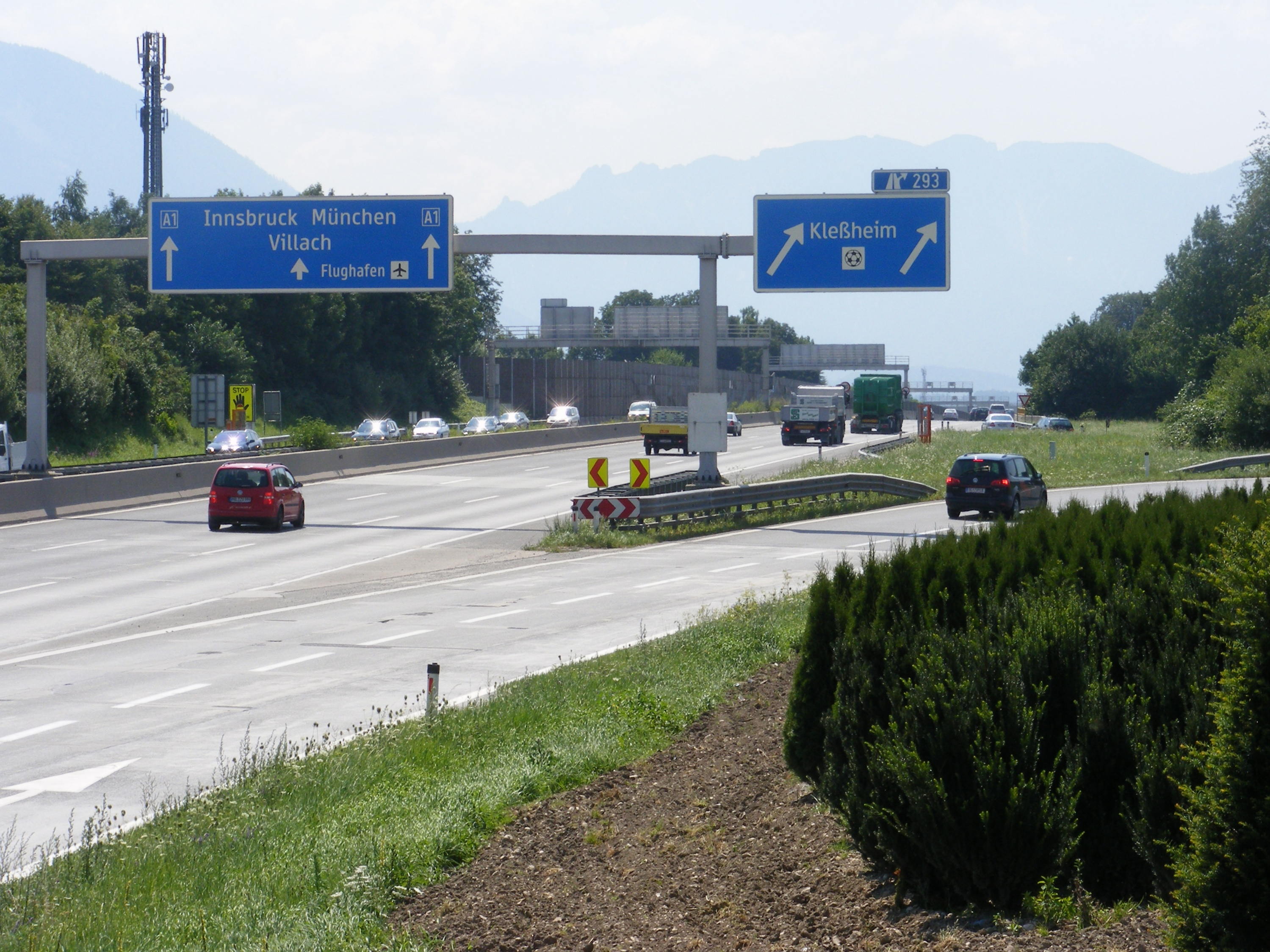
Autobahn-Ausfahrt Kleßheim

1813 wurde von Maxglan eine Pappelallee, die heutige Kleßheimer Allee, angelegt. Bis 1860 ging die Bahnstrecke Rosenheim–Salzburg in Betrieb; im 20. Jahrhundert begann das dahinterliegende Liefering, das 1849 mit der Bildung der Ortsgemeinden zu Siezenheim gekommen war, zu wachsen und wurde 1939 mitsamt Teilen von Rott nach Salzburg eingemeindet.
Schon 1926 war der Flughafen Salzburg angelegt worden, Kleßheim liegt relativ direkt in dessen Landeanflugzone. 1938, nach dem Anschluss Österreichs, wurde auch mit dem Bau der damaligen Reichsautobahn (heute Westautobahn (A1)) begonnen, was aber schon 1941 zum Erliegen kam. Erst nach dem Krieg, in den späten 1950er Jahren, wurde sie hier fertiggestellt. In den 1950ern begann dann auch das benachbarte Taxham zunehmend zu wachsen, und an der Autobahnanschlussstelle Kleßheim entwickelte sich ein erstes Gewerbegebiet.

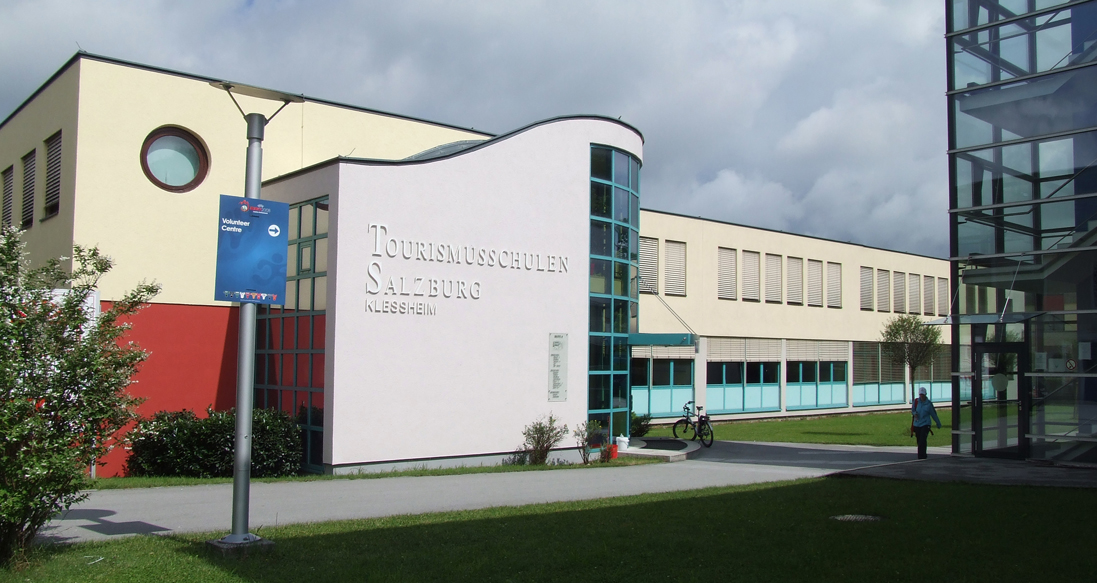
Tourismusschulen Salzburg-Kleßheim

2003 wurde als Ersatz für das Lehener Stadion und anlässlich der Fußball-Europameisterschaft 2008 das EM Stadion, heute Red Bull Arena, unmittelbar an der Autobahnabfahrt erbaut. Dieses liegt nicht mehr in Kleßheim, sondern gehört zur Ortschaft Rott.
Kleßheim ist der Standort der Landwirtschaftlichen Fachschulen Kleßheim (im alten Meierhof) und der 1957 als Hotelfachschule gegründeten, späteren Friedrich-Gugg-Schule, heute Tourismusschule Salzburg – Kleßheim (Neubau neben der LFS 1972).
Mit der S-Bahn-Station Salzburg-Taxham-Europark befindet sich ein Anschluss an das S-Bahn-Netz der Region in fußläufiger Entfernung. Kleßheim ist zudem direkt mit der Oberleitungsbuslinie 1 und der Albus-Autobuslinie 28 zu erreichen.